# Первомайський сільський округ (Мендикаринський район)
Первома́йський сільський округ (каз. Первомай ауылдық округі, рос. Первомайский сельский округ) — адміністративна одиниця у складі Мендикаринського району Костанайської області Казахстану. Адміністративний центр — село Первомайське.
Населення — 2774 особи (2021; 3653 у 2009, 4211 у 1999, 5671 у 1989).
Станом на 1989 рік існувала Первомайська сільська рада (села Дітдом, Долбушка, Івановка, Чернишевка, селища Красносельський, Лісний, Лісхоз, Первомайський, Расколь, Руський). Село Руське було ліквідоване 2012 року, село Красносельське — 2019 року.

## Склад
До складу округу входять такі населені пункти:
| Населений пункт        | Старі назви   | Населення, осіб (1989) | Населення, осіб (1999) | Населення, осіб (2009) | Населення, осіб (2021) |
| ---------------------- | ------------- | ---------------------- | ---------------------- | ---------------------- | ---------------------- |
| Дітдом, село           | -             | 12                     | -                      | -                      | -                      |
| Долбушка, село         | -             | 628                    | 572                    | 463                    | 292                    |
| Івановка, село         | -             | 235                    | 172                    | 169                    | 169                    |
| Лісне, село            | Лісний        | 627                    | 468                    | 424                    | 257                    |
| Лісхоз, селище         | -             | 186                    | -                      | -                      | -                      |
| Первомайське, село     | Первомайський | 2967                   | 2303                   | 2217                   | 1873                   |
| Расколь, село          | -             | 194                    | 75                     | -                      | -                      |
| Руське, село           | Руський       | 272                    | 165                    | 74                     | -                      |
| Чернишевка, село       | -             | 300                    | 271                    | 223                    | 180                    |
| --Красносельське, село | -             | 250                    | 185                    | 83                     | 3                      |